# Aisle Lord
Aisle Lord est un jeu vidéo de rôle sorti en 1992 sur Mega-CD. Le jeu a été développé et édité par Wolf Team.